# Pyreneisk bergsalamander
Pyreneisk bergsalamander, Calotriton asper, är ett groddjur i familjen salamandrar som lever i Frankrike och Spanien. Taxonomin är omstridd; arten kallas även Euproctus asper.

## Utseende
Ryggmönstringen är variabel; från grå och grön till brun och svart. Buken, och ibland undersidan av halsen och huvudet, är gul till orangeröd. Honorna är större än hanarna; honorna är 11 till 14 cm långa, hanarna 10,5 till 12 cm. Huvudet är platt och saknar parotidkörtlar, huden är vårtig. Fötterna saknar simhud.

## Utbredning
Den pyreneiska bergsalamandern lever i större delen av Pyreneerna mellan Frankrike och Spanien på mellan 175 och 3 000 meters höjd. Den har också nyligen hittats i Corbieres-bergen i sydöstra Frankrike.

## Vanor
Det är en till största delen akvatisk art som lever i kalla bergssjöar, strömmar och bergsbäckar, samt undantagsvis i grottsjöar, där den framför allt lever på insekter. Vintern tillbringas dock vanligtvis på land (med undantag för de individer som lever i grottsystem). Arten är nattaktiv.

### Fortplantning
Leken sker i syrerika, kalla vattendrag med stenbotten. Leken börjar strax efter snösmältningen. Vid parningen lindar hanen sig kring honan, och för aktivt med hjälp av bakbenen in spermatoforen i honans kloak. Honan lägger 20 till 30 ägg med en storlek på 3,5 till 5 mm varje säsong. Larvens utveckling är beroende av höjden; vid 1 000 m tar den omkring 14 månader, vid högre höjder (2 000 m) kan den ta 2 år. Även könsmognaden är beroende av höjden; vid 1 000 m sker den vid omkring 2 års ålder, vid 2 000 m vid 2,5-3 år för hanar och 4 år för honor.

## Status
Den pyreneiska bergsalamandern är klassificerad som nära hotad ("NT"), framför allt på grund av habitatförlust genom byggnadsverksamhet och turism (bland annat skidanläggningar). Inplantering av ädelfisk kan också innebära hot. Det faktum att dess diet till stor del består av insekter, har medfört att den lätt påverkas ogynnsamt av insektsbekämpningsmedel. Den är upptagen i appendix 4 i EU:s habitatdirektiv.